# Астерас (футбольный клуб)
«Асте́рас» (греч. ΠΑΕ Αστέρας Τρίπολης) — греческий футбольный клуб, представляющий в чемпионате своей страны город Триполис. В настоящий момент команда выступает в Суперлиге Греции, сильнейшем дивизионе страны. Клуб был основан в 1931 году. Домашние матчи команда проводит на стадионе «Теодорос Колокотронис», вмещающем 6 430 зрителей.

## Сезоны клуба вСуперлиге
| Сезон     | Игры | Победы | Ничьи | Поражения | Голы  | +/- | Очки | Место |
| --------- | ---- | ------ | ----- | --------- | ----- | --- | ---- | ----- |
| 2007/2008 | 30   | 11     | 11    | 8         | 28—24 | +4  | 44   | 7     |
| 2008/2009 | 30   | 7      | 12    | 11        | 33—31 | +2  | 33   | 12    |
| 2009/2010 | 30   | 10     | 6     | 14        | 29—36 | -7  | 36   | 12    |
| 2010/2011 | 30   | 7      | 10    | 13        | 21—29 | -8  | 31   | 14    |
| 2011/2012 | 30   | 13     | 6     | 11        | 30—34 | -4  | 45   | 6     |

## Достижения
- Финалист Кубка Греции: 2012/13

## Выступления в еврокубках
| Сезон   | Турнир      | Раунд   | Страна      | Клуб         | Дома | На выезде | Общий счёт     |  |
| ------- | ----------- | ------- | ----------- | ------------ | ---- | --------- | -------------- |  |
| 2012/13 | Лига Европы | 2 квал. | Азербайджан | Интер (Баку) | 1:1  | 1:1       | 2:2 (4:3 пен.) |  |
| 2012/13 | Лига Европы | 3 квал. | Португалия  | Маритиму     | 1:1  | 0:0       | 1:1            |  |